# Aigle (huyện)
Aigle là một huyện thuộc bang Vaud, Thụy Sĩ.
Huyện này có các đô thị sau:
- Aigle
- Bex
- Chessel
- Corbeyrier
- Gryon
- Lavey-Morcles
- Leysin
- Noville
- Ollon
- Ormont-Dessous
- Ormont-Dessus
- Rennaz
- Roche
- Villeneuve
- Yvorne